# Infogrames
Infogrames Entertainment SA (IESA) was een internationale Franse holding met het hoofdkantoor in Parijs. Het was de eigenaar van Atari met het hoofdkantoor in New York. Via haar dochterondernemingen produceerde, publiceerde en verspreidde Infogrames interactieve computerspellen voor alle belangrijke spelcomputers en platforms.

## Geschiedenis

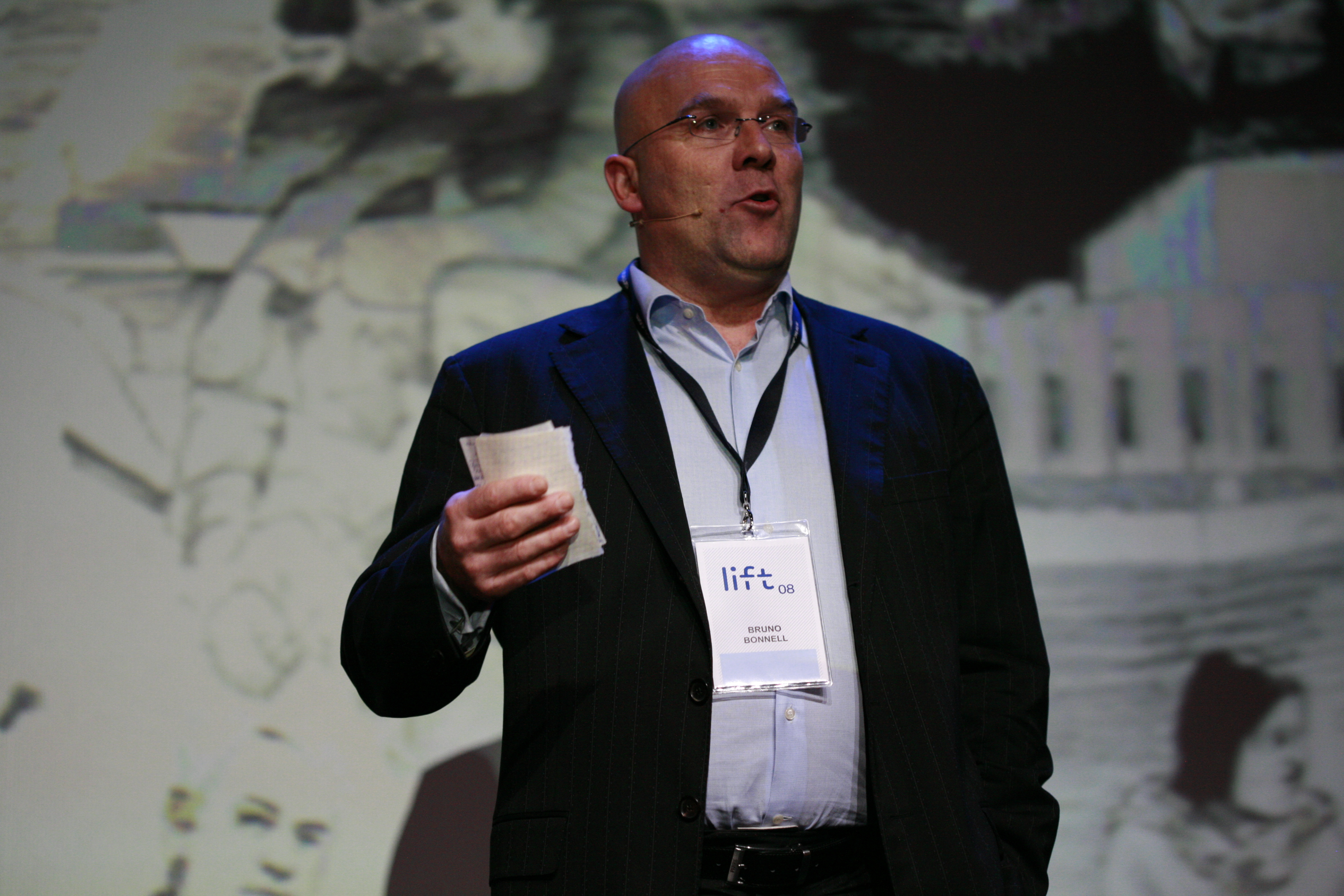
Bruno Bonnell in 2008

### Vroege geschiedenis
Het werd in 1983 opgericht door Bruno Bonnell en Christophe Sapet met behulp van de opbrengst van een boek voor beginnende computergebruikers. De oprichters wilden het bedrijf Zboub Systéme dopen, maar werden afgeschrikt door hun raadsman. Volgens Bonnell in een tv-interview gebruikten ze toen een mix-and-match programma om andere namen te suggereren. Een daarvan was 'Infogramme': een samenvoeging van de Franse woorden informatique (informatietechnologie) en programme (een computerprogramma). De uiteindelijke keuze werd "infogrames", een samenvoeging van die suggesties.
Het bedrijfslogo is een gordeldier, gekozen toen het bedrijf werd verplaatst naar Villeurbanne. Bonnell antwoordde: 'Deze dinosauriër is ons symbool. Het gordeldier heeft altijd veranderingen aan zijn omgeving overleefd, van het smelten van gletsjers tot aan de ergste hittegolven'.
In de late jaren van 1980 werd Infogrames bekend om zijn Franse computerspellen die vaak gekenmerkt waren als originele spelideeën en soms humoristische inhoud. Ze hadden meerdere licenties voor de populaire Frans-Belgische strips, zoals: De avonturen van Kuifje, Asterix en Les Tuniques Bleues verworven. In 1992 brachten ze Alone in the Dark uit, een 3D survival horror-game. Ook brachten ze het spel Fantasia voor de Sega Mega Drive uit, waar de speler Mickey Mouse in de zoektocht naar verloren muzieknoten bestuurt.

### 1996-2002 - groei door overnames
In 1996 begon Bruno Bonnell's Infogrames aan een reeks overnames die zeven jaar zou duren en meer dan 500 miljoen dollar zou kosten; de doelstelling was 's werelds grootste interactieve entertainmentuitgever te worden. Terwijl de schuld van het bedrijf steeg van 55 miljoen dollar in 1999 naar 493 miljoen dollar in 2002, steeg de omzet eveneens van 246 miljoen dollar naar 650 miljoen dollar.
In 1996 kocht IESA Ocean Software voor ongeveer 100 miljoen dollar, hernoemde ze het bedrijf naar Infogrames UK. In 1997 werd Philips Media B.V. gekocht.
In 1998 ontving IESA een meerderheidsbelang van 62,5% in de spel distributeur OziSoft, welke later Infogrames Australië werd. In 2002 kocht IESA de resterende aandelen van Infogrames Australië van Sega en andere aandeelhouders voor 3,7 miljoen dollar. In ditzelfde jaar werden de distributeurs ABS Multimedia, Arcadia en de Zwitserse Gamecity GmbH overgenomen.
In 1999 kocht IESA Gremlin Interactive voor 40 miljoen dollar en hernoemde het naar Infogrames Sheffield House welke in 2003 gesloten werd. In datzelfde jaar kocht IESA ook Accolade voor 60 miljoen dollar en Beam Software, later omgedoopt tot Infogrames Melbourne House Pty Ltd.

### Overname van GT Interactive
In december 1999 deed IESA een van de duurste aankopen in de geschiedenis van het bedrijf. Infogrames kocht 70% van GT Interactive voor 135 miljoen dollar en nam 75 miljoen dollar bankschuld van de nieuwe dochteronderneming. In juni 2000 had IESA nog eens 30 miljoen dollar in GT Interactive geïnvesteerd. Uiteindelijk nam IESA GT Interactive helemaal over en hernoemde het naar Infogrames, Inc. In 2000 werden de spelontwikkelaars Paradigm Entertainment en Den-o-Tech Int. (later DTI) gekocht voor respectievelijk 19,5 miljoen en 5,6 miljoen dollar.

### Overname van Hasbro Interactive
In januari 2001 kocht IESA Hasbro Interactive en de handheld spelcomputer Game.com van Hasbro voor 100 miljoen dollar met 95 miljoen dollar als 4,5 miljoen gewone aandelen van Infogrames en 5 miljoen dollar in contanten.
Met de overname van Hasbro Interactive, die werd omgedoopt tot Infogrames Interactive, Inc, werd IESA de eigenaar van:
- Het merk en titels van MicroProse, waaronder Civilization, Falcon en RollerCoaster Tycoon.
- De legendarische Atari-naam en spellen zoals Centipede, Missile Command en Pong. MicroProse UK werd uiteindelijk gesloten op 20 september 2002.

Ook kreeg Infogrames, onder voorwaarden van de koopovereenkomst, de exclusieve rechten computerspellen te ontwikkelen en te publiceren gebaseerd op de eigenschappen van Hasbro, voor een periode van 15 jaar plus een optionele 5 jaar mits het bedrijf goede prestaties leverde. Hier zaten onder andere het bekende spel Dungeons and Dragons en het speelgoed Mr. Potato Head en My Little Pony bij.

### Eden Games en Shiny Entertainment
In 2002 verwierf IESA de resterende 80% van de ontwikkelingsstudio Eden Games voor 4,1 miljoen dollar en Shiny Entertainment voor 47 miljoen dollar. Met Eden Games zou IESA rechten ontvangen om Eden Games titels zoals V-Rally 3 en later Test Drive Unlimited te publiceren. Met Shiny Entertainment zou IESA rechten ontvangen voor het publiceren en ontwikkelen van Enter the Matrix welke het eerste spel gebaseerd op The Matrix films was.

### Atari groep
In oktober 2001 blies IESA nieuw leven in Atari, die een volledige dochteronderneming was, door de uitgave van MXrider. Op 7 mei 2003 reorganiseerde IESA haar Infogrames Inc. tot een afzonderlijke Nasdaq genoteerde onderneming bekend als Atari inc. en hernoemde haar Europese activiteiten als Atari Europe. Infogrames interactive werd Atari interactive, hernoemde Infogrames Australia Pty Ltd naar Atari Australia Pty Ltd, hernoemde Infogrames Melbourne House Pty Ldt naar Atari Melbourne House Pty Ltd en Infogrames UK werd Atari. IESA werd een holding.
Atari Inc. is een naamloze vennootsschap die, vanaf 2007, als grootste aandeelhouder het bedrijf California U.S. Holdings heeft, een volledige dochteronderneming van IESA. Atari Inc. heeft de rechten om in Noord-Amerika bepaalde licenties of eigendommen van IESA en haar dochterondernemingen te publiceren en een sublicentie te geven, waaronder Atari Interactive.

## Studio's

### Huidige
- Atari groep
  - Atari Benelux
  - Atari Brazilië
  - Atari Corp. (VK) Ltd.
  - Atari Duitsland
  - Atari Frankrijk
  - Atari Hellas EURL
  - Atari Iberica Distribucion
  - Atari Italië
  - Atari Inc.
  - Atari Japan
  - Atari Korea Ltd.
  - Atari Nordic
  - Atari UK Ltd.

### Gesloten
- Atari Interactive, opgericht als Microprose Software in 1982, gesloten in september 2002
- Atari Interactive Hunt Valley Studio, , opgericht als Microprose Software in 1982, gesloten op 4 november 2003
- Atari Interactive Beverly in Beverly (Massachusetts), gesloten op 10 februari 2005
- Atari Interactive Santa Monica, gesloten op 10 februari 2005
- Atari Melbourne House Pty Ltd, opgericht als Beam Software, overgenomen in 1999 door Krome Studios
- Atari UK in Manchester, Engeland, opgericht in 1984 als Ocean Software, gesloten in 2005
- Eden Games S.A.S., opgericht in Frankrijk in 1996, overgenomen in 2002, gesloten in 2013
- Gremlin Interactive, opgericht in 1984 als Gremlin Graphics Software Ltd, gesloten in 2003
- Legend Entertainment, opgericht in 1989, gesloten op 16 januari 2004
- WizardWorks Software, overgenomen door GT Interactive in 1996